# Zadychra pospolita
Zadychra pospolita (Branchipus schaefferi) – należy, analogicznie jak dziwogłówka wiosenna, do podrzędu liścionogów właściwych (Euphyllopoda, bezpancerzowce Anostraca). Morfologicznie bardzo podobna do dziwogłówki wiosennej, lecz pojawia się później, zazwyczaj w maju. Oba gatunki można łatwo odróżnić po kształcie głowy. Dochodzi do ok. 3 cm długości. Występuje w wysychających, okresowych zbiornikach. Jaja znoszą przesuszenie (nawet do kilku miesięcy). Po zalaniu wodą z jaj bardzo szybko wylęgają się larwy (po 2 godzinach), a  po ok. 8 dniach osiągają postać dorosłą. W Polsce objęta częściową ochroną gatunkową.